# Teo Đogaš
Teo Đogaš (Spalato, 19 febbraio 1977) è un ex pallanuotista croato.
Nel 2007 vinse la medaglia d'oro con la Croazia ai Mondiali di Melbourne.

## Palmarès

### Club

#### Trofei internazionali
- Eurolega: 1

POŠK: 1998-99
- Coppe LEN: 1

Akademija Cattaro: 2009-2010
- Campionato greco: 1

Olympiakos: 2000-01
- Coppa di Grecia: 1

Olympiakos: 2000-01
- Kup Hrvatske: 1

POŠK: 1999-00

### Nazionale
- Mondiali

Melbourne 2007: 